# Friedrichsstraße (Weißenfels)

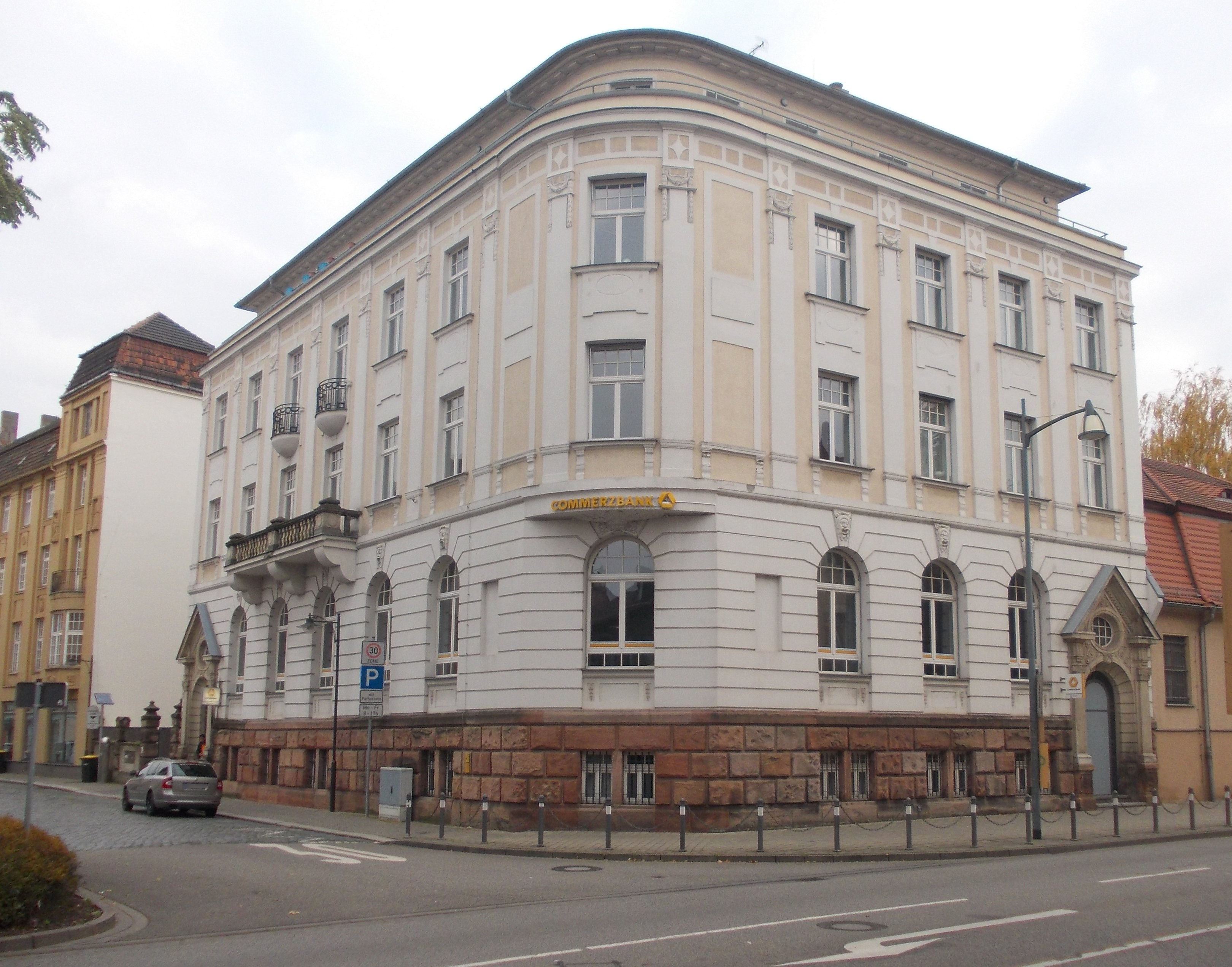
Friedrichsstraße 14 in Weißenfels

In der Friedrichsstraße der Stadt Weißenfels in Sachsen-Anhalt befindet sich ein Denkmalbereich. Im Denkmalverzeichnis von Sachsen-Anhalt ist der Denkmalbereich mit der Erfassungsnummer 094 09208 verzeichnet.

## Denkmalbereich
Der Denkmalbereich der Friedrichsstraße umfasst die Hausnummern 1, 2, 3, 4, 5, 7, 8, 8a, 9, 10, 11, 12, 14, 15, 16, 17 und 18. Obwohl die Hausnummern 2, 3, 5, 12, 14, 15 und 18 Teil des Denkmalbereiches sind, stehen diese Gebäude noch einmal gesondert unter Denkmalschutz.

### Hausnummer 15
Das Gebäude mit der Hausnummer 15 ist die katholische St.-Elisabeth-Kirche in Weißenfels.

### Hausnummer 18
Unter der Adresse Friedrichsstraße 18 befindet sich das Amtsgericht der Stadt.

## Schwedenstein
Der Schwedenstein am Südende der Friedrichstraße beim Goethegymnasium ist ein Gedenkstein für den Schwedenkönig Gustav II. Adolf, der in der Schlacht bei Lützen gegen katholische Truppen im Jahr 1632 fiel, nach seinem Tod nach Weißenfels in das Geleitshaus gebracht und dort aufgebahrt wurde.
Der Gedenkstein wurde anlässlich des 300. Jahrestages seines Todes aufgestellt. Es handelt sich dabei um, einen auf einem Sockel, aufgestellten Findling mit einem Bronze-Relief seines Kopfes und einer Inschrift. Diese lautet 1632 1932 Gustav Adolf. Ein solcher Findling stand einst auch am Todesort des Königs bis dort ein richtiges Denkmal, das Gustav-Adolf-Denkmal, errichtet wurde. Der Entwurf des Gedenkstein stammt Erich Haase. Das Bronze-Relief wurde von den Einwohnern des schwedischen Stadt Boras gestiftet und vom schwedischen Bildhauer Johnssen gefertigt. Die Enthüllung des Gedenksteines wurde vom damaligen Kronprinzen und späteren König Gustav VI. Adolf und seiner Gemahlin Louise Mountbatten vorgenommen.